# 华托号列车
华托号（法語：Watteau）是曾经运行于法国首都巴黎至该国北部城市图尔宽间一班长途列车所使用的名称，由法国国家铁路在1978年至1995年间开行。其命名源自法国洛可可风格的代表画家让-安东尼·华托，后者即出生于法国北部的瓦朗謝訥。列车自开行以来曾先后两次被纳入全欧快车类别，直至1995年停运。

## 前身
在全欧快车（TEE）网络正式构建的前一年，法国国家铁路在巴黎及比利时边境的北部工业区间开行了三班事业列车（Trains d'affaires）。这些列车每日双向分别提供早晨、中午及晚上的班次服务，最初使用X 2720型柴联车担当运营。至1959年，运营车辆又被由机车牵引的科瑞尔型车厢所取代。虽然全欧快车自1965年起允许开办国内服务，但这些事业列车并没有立即升级至这一类别。直至1978年，列车才被正式纳入全欧快车。

## 全欧快车
1978年10月，3班事业列车共同升级至全欧快车类别，按照早班、中班和晚班的服务分别被命名为费代尔布号、加扬号及华托号，并获得了TEE34至39的连续车次编号，其中南行使用偶数车次，北行使用奇数车次。提供夜间服务的华托号则获分配了TEE38/39次的编号，在夏季时刻表中，列车逢周六、星期日及节假日停开。自1991年5月31日起，华托号在巴黎－图尔宽间开始搭载二等车厢，在此情况下，列车转变为快速列车（Rapide）类别。
1993年5月23日，华托号开始重新以全欧快车的名义执行巴黎－布鲁塞尔的一站直达列车服务，这是在法國高速鐵路北線在建成前所提供的过渡性服务。当后者于1995年1月23日建成后，华托号宣告北行停运。至1995年5月26日，华托号的南行服务也最终被大力士高速列车所取代。

## 脚註
1. ↑  Mertens & Malaspina 2007，第378頁.
2. ↑  Hajt 2001，第114頁.
3. ↑  Mertens & Malaspina 2007，第406頁.
4. ↑  Mertens & Malaspina 2007，第407頁.
5. ↑  Mertens & Malaspina 2007，第409頁.